# Рейнхаут, Дон
Дональд К. Рейнхаут (5 марта 1945, Brocton, Нью-Йорк — 3 июля 2023) — бывший американский пауэрлифтер и силач. Он является первым и единственным в мире четырёхкратным чемпионом мира по пауэрлифтингу IPF в супертяжёлом весе (1973—1976 годы), будучи рекордсменом во всех пауэрлифтерских дисциплинах в своё время. В 1975 году Рейнхаут побил рекорд в пауэрлифтинге, показав в сумме результат 2400 фунтов, предыдущим рекордсменом был Джон Коул. Установив и побив более чем 40 рекордов пауэрлифтинга на протяжении всей своей карьеры, он считается одним из самых лучших пауэрлифтеров всех времён. В более поздние годы карьеры он участвовал в нескольких первых турнирах World’s Strongest Man и выиграл турнир 1979 года, победив молодого Билла Казмайера.

## Спортивная карьера

### Начало занятий спортом
В средней школе Фредонии Рейнхаут занимался баскетболом, американским футболом и толканием ядра.
Рейнхаут начал поднимать тяжести в 18 лет, будучи дефенсив эндом в команде колледжа Парсонс. В течение четырёх лет в колледже Рейнхаут не только играл в футбол, но и также принимал участие в турнирах по лёгкой атлетике.
Он участвовал в шести юниорских соревнованиях по тяжёлой атлетике, в том числе Junior Nationals 1967 года.

### Пауэрлифтинг
После экспериментов с тяжёлой атлетикой Рейнхаут в 1969 году начал заниматься пауэрлифтингом. Для молодого Рейнхаута кумирами в пауэрлифтинге были Джон Коул, Джон Кук и Джим Уильямс — пионеры этого вида спорта.
В 1972 году Рейнхаут занял третье место на своём первом международном турнире в открытом дивизионе на первом чемпионате мира по пауэрлифтингу Любительского атлетического союза с общим результатом 2150 фунтов, уступил только Джону Куку и Джиму Уильямсу. Он четыре раза подряд выигрывал чемпионат мира по пауэрлифтингу с 1973 по 1976 год. Он был единственным спортсменом в супертяжёлом весе, который держал мировые рекорды IPF во всех трёх дисциплинах (присед, жим лёжа, становая тяга), а также в сумме. В 1975 году он также стал первым человеком, пересёкшим барьер в 2400 фунтов, показав общий результат в 2420 фунтов (позже фактический вес был зафиксирован на уровне 2391 фунт или 1084,5 кг). Рекорд в 1084,5 кг без экипировки оставался непобитым до 2013 года (побит Андреем Маланичевым), что делает Рейнхаута одним из самых сильных спортсменов в истории пауэрлифтинга. Рейнхаут также является одним из немногих атлетов, когда-либо приседавших более чем 900 фунтов без экипировки (934,5) и жавших лёжа более 600 фунтов без экипировки (607,4). В 1976 году он трижды на официальных турнирах (в том числе на чемпионатах мира IPF) пытался сделать становую тягу 410 кг, он поднял штангу за колени, но не смог полностью зафиксировать. Кроме того, Рейнхаут несколько раз был близок к ещё большим мировым рекордом. Например, на AAU Senior Nationals он полностью выжал лёжа 620 фунтов (без экипировки), но попытку не засчитали, так как он поднял палец во время жима. На национальном чемпионате Рейнхаут присел с весом 950 фунтов без обмоток колена, только в тонком олимпийском поясе. Эту попытку не засчитали, потому что он присел недостаточно глубоко — это был бы мировой рекорд до июня 2016 года.
10 ноября 1976 года, после победы на чемпионате мира IPF, Рейнхаут ушел из пауэрлифтинга в основном из-за дискомфорта, вызванного его большим весом, одышкой и отсутствием гибкости. Он быстро сбросил вес со 165 до 108 кг всего за четыре месяца. В ходе подготовки к выступлению в World’s Strongest Man 1978 года Рейнхаут в последний раз соревновался в пауэрлифтинге на Eastern Open 1977 году в классе 125 кг, он установил четыре мировых рекорда: при весе в 120 кг он показал результат 2000 фунтов (725/525/750). Больше он никогда не соревновался в пауэрлифтинге, сконцентрировавшись на World’s Strongest Man.

### Силовой экстрим
После ухода из пауэрлифтинга в 1976 году Рейнхаут получил приглашение на турнир World’s Strongest Man 1977 года. Будучи на жёсткой диете, он сбросил 57 кг, поэтому отказался, но пообещал принять участие в следующем году. Он участвовал в следующих трёх турнирах с 1978 по 1980 год. В 1978 году он лидировал большую часть турнира, но проиграл в финальном перетягивании каната, потеряв равновесие, и занял второе место после Брюса Вильгельма. В следующем году Рейнхаут выиграл турнир, победив молодого Билла Казмайера. Он был вынужден прекратить борьбу в турнире World’s Strongest Man 1980 года из-за разрыва бицепса и левого подколенного сухожилия, эти травмы положили конец его карьере. Он ушёл из спорта в августе 1980 года, вскоре после турнира.

## Вне спорта
Рейнхаут женат на Пэм, есть двое детей от предыдущего брака: Молли и Бен. Он верующий христианин. Получив диплом по финансам, Рейнхаут работал бухгалтером в фирме своих родителей, а позже был директором Бюро по делам молодёжи округа Чаутаука, занимал эту должность до ухода на пенсию. В своём выступлении в качестве директора Бюро по делам молодежи Рейнхаут выступал с различными мотивационными речами для молодёжи, нередко демонстрировал свою силу в ходе выступлений: поднимал людей зубами, забивал гвозди в доски руками и разрывал номерные знаки и телефонные книги.
Рейнхаут умер 4 июля 2023 года в возрасте 78 лет.